# 盡誠學園高等學校
盡誠學園高等學校是位於日本香川縣善通寺市生野町地區的私立高等學校。
其棒球部自1980年代起成為香川縣的常勝軍，曾多次代表香川縣參加全國高等學校棒球錦標賽（夏季甲子園）或被選入選拔高等學校棒球大會（春季甲子園），其中參加夏季甲子園已累積超過十次。

## 歷史
學校的前身為1884年成立的私塾「忠誠塾」，1920年成為舊制中學校後，更名為「盡誠中學校」，1948年配合日本的學制改革更名為「盡誠學園高等學校」。
過去雖然同時招生男性及女性學生，不過是分為男子部及女子部分開上課，在1989年更一度將女子部分出獨立設為香川短期大學附屬女子高等學校，不過在1998年香川短期大學附屬女子高等學校被改設為香川誠陵中學及高等學校後，盡誠學園高等學校同時也恢復設置女子部，並在2000年取消男子部及女子部，改為男女混合教育。